# Юровский, Юрий Георгиевич
Ю́рий Гео́ргиевич Юро́вский (20 октября 1939, Симферополь — 18 февраля 2020) — советский и российский гидрогеолог, доктор геолого-минералогических наук. Профессор.

## Биография
- 1963 — окончил Ленинградский гидрометеорологический институт, специальность: инженер-гидролог.
- 1973 — Кандидат географических наук (защита в ЛГМИ),
- 1993 — Доктор геолого-минералогических наук (защита в Институте геологических наук НАН Украины); тема диссертации по специальности 'геология океанов и морей': «Особенности природных процессов в областях субмаринной разгрузки подземных вод»,
- 2005 — Профессор в НАПКС,
- Действительный член Крымской Академии Наук,
- член коллегии Государственного комитета по водному хозяйству и мелиорации Республики Крым.
- Похоронен на Северном кладбище Санкт-Петербурга.

### Научные интересы
- Геология,
- гидрогеология океанов и морей,
- субмаринная разгрузка подземных вод,
- экология и геоэкология.

Основной приоритет: Гидрогеология и экология Крымско-Черноморского региона.

### Научная и общественная деятельность
Юрий Георгиевич — член специализированного Учёного совета по защите кандидатских и докторских диссертаций.

## Публикации
Юрий Георгиевич — автор 178 научных работ, из них 12 монографий. Он также издал семь художественных книг и одну научно-популярную («Этюды о воде»).
- Юровский Ю. Г. «Хроника пикирующего НИИ (воспоминания научного сотрудника)» / Ю. Г. Юровский, Симферополь : ИТ «АРИАЛ», 2014. — 190 с.
- Ю. Г. Юровский «И всё оставлю на Земле» // Симферополь // 2015
- Юдин В. В., Аркадьев В. В., Юровский Ю. Г. «Революция» в геологии Крыма[1] // Вестник Санкт-Петербургского университета. Сер. 7, 2015, вып. 2. — С. 25-37. УДК 551.76 (477.75) — стр. 25 — В. В. Юдин 1, В. В. Аркадьев 2, Ю. Г. Юровский 1 «РЕВОЛЮЦИЯ» В ГЕОЛОГИИ КРЫМА